# Bertold I d'Ístria
Bertold III d'Andechs (vers  1110/1122 – 14 de desembre de 1188) fou comte d'Andechs i marcgravi d'Ístria i Carniola (com Bertold I) de 1173 a 1188. Era fill del comte Bertold III de Diessen, Plassenberg i Stein (+ 1151) i la seva primera esposa Sofia d'Ístria. A Ístria i Carniola va succeir al difunt Engelbert III darrer marcgravi de la casa de Sponheim.

## Matrimoni i fills
Bertold III (I) es va casar dues vegades. El 1152 es va casar amb Hedwiga de Wittelsbach, filla del comte Otó IV de Wittelsbach, comte palatí de Baviera i de Heilika de Pettendorf-Lengenfeld-Hopfenohe Van tenir quatre fills.:
- Bertold IV, comte d'Andechs i duc de Merània (1153-1204), marcgravi d'Ístria i Carniola com a Bertold II.
- Sofia (morta el 1218). Casada amb el comte Poppó VI de Henneberg (mort vers 1190).
- Cunegunda (morta després de 1207). Possiblement es va casar amb el comte Eberard d'Eberstein.
- Matilde, comtessa de Pazin (morta el 1245). Casada amb el marcgravi Bertold de Vohburg. Vers 1190 es va casar en segones noces amb el comte Engelbert III de Gorízia (mort 1217/1220).

La seva segona esposa fou Luitgarda de Dinamarca, filla del rei Sweyn o Svend III de Dinamarca (1146-1157) i d'Adela de Meissen, amb la que es va casar el 1180 Van tenir dos fills:
- Poppó, bisbe de Bamberg (mort 2 de desembre de 1245).
- Berta, abadessa a Gerbstadt (morta 1190).